# Титова, Светлана Сергеевна
Титова Светлана Сергеевна (4 января 1926 г., г. Остров — 3 марта 2015 г., г. Киев) — генеральный директор Первого Киевского дома моделей одежды, подчинённый Главному управлению швейной промышленности министерства легкой промышленности УССР), существование которого начато ещё в сложные военные годы, в 1944 году.

## Биография
Родилась 4 января 1926 на территории бывшей РСФСР, в г. Остров Псковской области, в семье Яковлевой Марии Александровны и Сергея Васильевича. С 1 октября 1942 по 26 июня 1943 года училась в Уральском государственном техническом университете, а завершила свое обучение в Киевском технологическом институте легкой промышленности (1944—1947 гг.) по специальности инженер-технолог швейного производства. В начале 1950 года возглавила швейную фабрику «Коммунар», которая шила одежду для высшей партийной элиты и правящей элиты республики. В 1956 году Светлана Сергеевна пришла работать в Киевский дом моделей на должность главного инженера, а в 1975 году она его возглавила. На этом посту Светлана Сергеевна работала 37 лет, до 1992 года.

## Образование
- Уральский государственный технический университет (1942—1943 гг.)
- Киевский технологический институт легкой промышленности (1944—1947 гг.).

## Личная жизнь
- Cупруг: Титов Петр Данилович
- Сын: Титов Владимир Петрович
- Внучка Титова Светлана Владимировна

## Награды и звания
- Юбилейная медаль «За доблестный труд» 1970 г.
- Орден «Знак почета» 1971 г.
- Медаль «Защитнику отечества» 1999 г.
- Грамота Президиума Верховного совета УССР за активное участие в работе и подготовке и обеспечению проведения XXII Олимпийских игр от 22 января 1981 г.

## Гражданская деятельность
Принимала активное участие в работе по подготовке и обеспечению успешного проведения 22 Олимпийских игр и была награждена грамотой от Президиума Верховного Совета УССР 23 января 1981 г. Принимала непосредственное участие в создании Киевского Дома моделей, который находился на улице Шота Руставели.
Даже после выхода на пенсию Светлана Сергеевна вела активную деятельность. Сразу после продажи здания Киевского дома моделей она возглавила филиал американо-украинского совместного предприятия по пошиву и моделированию одежды НДМ, модельером в котором работала Маевская Тереза. Светлана Сергеевна — член союза женщин Киева, председатель союза женщин Ленинского района города Киева, принимала участие в создании первого в мире музея семьи и родословной при центре по делам семьи и женщин Шевченковского района города Киева. К 70-летию Киевского дома моделей одежды организовала масштабную встречу всех его работников, которая состоялась в декабре 2015 года.

## Выставки, в котором принимал участие Киевский дом моделей под руководством Титовой Светланы Сергеевны
- 1967 Международная выставка в г. Монреаль Канада.
- 1967 Международный фестиваль моды в г. Москва. Коллекция получила 1 премию.
- 1970 Международная ярмарка в г. Лейпциг, Германия.
- 1972 Международная ярмарка в г. Пловдив, Болгария.
- 1973 Дни советской культуры в. Хельсинки, Финляндия.
- 1974 Международная ярмарка в г. Белград Югославия.
- 1976 Дни СССР в Бельгии в г. Намюр.
- 1977 Национальная выставка СССР в Лос-Анджелесе США.
- 1980 Дни культуры Украины в Польше в г. Краков.
- 1982 Международная ярмарка «Интермода» в Чехословакии м. Брно. Приз золотая лента.
- 1983 Выставка Человек и мир в Канаде, г. Монреаль.
- 1984 Международная выставка Кам-Экспо в Мексике., Г. Мехико.
- 1985 Международная ярмарка в Германии, г. Лейпциг.
- 1986 Международная выставка в Аргентине., Г. Буэнос-Айрес.
- 1987 Фестиваль моды в Москве 1 премия.
- 1987 Международная выставка в Румынии, м. Бухарест.
- 1990 Международная выставка в Индии, г. Дели.
- 1991 Международная выставка Консул-Экспо, г. Москва.
- 1992 Международная выставка в Германии, г. Лейпциг.

## Воспоминания о Киевском доме моделей
Как вспоминает Светлана Сергеевна, первично Дом моделей открыли ещё в 1944 году. «Еще не закончилась война: вокруг горе, разруха, нищета. Хоть какая-то одежда — уже хорошо. Но люди верили в будущее. Им хотелось праздника, достатка и красоты. И вновь организацию пошли работать лучшие конструкторы и модельеры, там была создана единственная на всю Украину, Россию и Белоруссию текстильная лаборатория с самым современным оборудованием». Главной задачей Киевского дома моделей была разработка всего ассортимента моделей одежды для швейных фабрик, расположенных на территории современных Украины и Молдавии. Кроме того, второстепенной задачей этого учреждения была пропаганда моды среди широких слоев населения. И уже начиная с конца 1950 года Дом моделей участвовало в международных выставках и ярмарках. А в Киеве начали устраивать модные показы и раз в сезон начали выпускать собственный журнал мод с чертежами выкроек.
Киевский дом моделей часто посещали и именитые гости — заезжие советские знаменитости и известные всему миру иностранцы. Как вспоминает Светлана Сергеевна, «жене югославского премьера Йованкой Броз Тито понравились ткани Киевского шелкового комбината, и ей представили четыре отреза. А киевский крепдешин понравился и Раисе Горбачевой. Поскольку она пришла в сопровождении Рады Щербицкой и тогдашнего заместителя председателя Киевсовета Галины Менжерес, то работницы на подносах известной украинской художницы-керамистки Ольги Рапай несли три отреза ткани — всем трем гостям. Но Раиса Максимовна решила по-своему и все забрала себе. Валентине Терешковой сшили на заказ костюм из белого шелка в чёрный горох. А вот Татьяне Дорониной и Нани Брегвадзе повезло меньше — им понравились наряды из коллекций, которые разукомплектовывать не разрешалось. И они ушли с пустыми руками».
Интересная история связана со строительством нового семиэтажного помещения Киевского дома моделей, который перед этим находился всего лишь в 3 небольших комнатах. Всего на его строительство было затрачено 2,5 миллиона рублей, и строительство продолжалось 1,5 года. А перед заливкой фундамента, как вспоминает Светлана Сергеевна, «я на радостях сняла с себя ожерелье и бросила его в котлован. Это было очень дорогое старинное грузинское ожерелье ручной работы. Его мне подарил Сергей Параджанов. Когда я бросила ожерелье, помню, женщины все как одна, ахнули».
Одним из гостей, которые посетили новое здание Дома моделей, был известный модельер Пьер Карден. Из воспоминаний Светланы Сергеевны, он достаточно высоко оценил коллекции моды украинский. А когда возвращался во Францию, на память об Украине он попросил подарить две бутылки розового Артемовского шампанского, и два граненых стакана, которые поразили его простотой и функциональным дизайном.